# 鬼ヶ﨑綱之助
鬼ヶ﨑 綱之助（おにがさき つなのすけ、生年不詳 - 1878年7月22日）は、能登国羽咋郡（現在の石川県羽咋郡）出身で湊川部屋所属の元大相撲力士。本名は、中村（下の名は不明）。最高位は西前頭2枚目。
綾瀬川山左エ門（元大関）と並んで、明治時代最初の新入幕力士として有名である。

## 略歴
- 1861年（万延2年）2月場所 - 湊川部屋（師匠:元幕下・藤ノ戸亀吉）から初土俵を踏む
- 1866年（慶応2年）11月場所 - 安房勝山藩お抱え
- 1867年（慶応3年）4月場所 - 新十両
- 1868年（明治元年）11月場所 - 新入幕
- 1876年（明治9年）1月場所 - 引退、年寄・立浪を襲名
  - 立浪襲名は年寄を証明する資料がなく疑問とされてきたが、1877年11月の石川県での巡業番付で「鬼ヶ崎改め立浪勇平」とあり、明らかとなった。

短命に終わったためかよく中央に伝わらなかったとみられる。またなぜ立浪という年寄名跡を創設できたかも、資料不足で不明である[2]。
- 1878年（明治11年）7月22日 死去

## 主な成績
- 幕内戦績:35勝58敗16分1預40休（15場所）

## 四股名変遷
- 高ノ戸 亀吉（たかのと かめきち）1861年2月場所 - 1862年3月場所
- 藤ノ戸 花吉（ふじのと はなきち）1862年11月場所 - 1863年7月場所
- 藤ノ戸 亀吉（- かめきち）1863年11月場所
- 藤ノ戸 花吉（- はなきち）1864年4月場所 - 1866年11月場所初日
- 鬼ヶ崎 花吉（おにがさき -）1866年11月場所2日目
- 鬼ヶ崎 勝五郎（- かつごろう）1867年4月場所 - 1868年6月場所
- 鬼ヶ崎 綱之助（- つなのすけ）1868年11月場所 - 1869年4月場所
- 鬼ヶ﨑 綱之助（おにがさき -）1869年11月場所
- 鬼ヶ崎 綱之助（おにがさき -）1870年4月場所- 1872年4月場所
- 鬼ヶ﨑 綱之助（おにがさき -）1872年11月場所
- 鬼ヶ崎 綱之助（おにがさき -）1873年4月場所- 1873年12月場所
- 鬼ヶ﨑 綱之助（おにがさき -）1874年4月場所- 1876年1月場所（引退）